# Zarjeh Bostān
Zarjeh Bostān (persiska: زرجه بستان) är en ort i Iran.   Den ligger i provinsen Qazvin, i den nordvästra delen av landet, 120 km nordväst om huvudstaden Teheran. Zarjeh Bostān ligger 1 725 meter över havet och antalet invånare är 276.
Terrängen runt Zarjeh Bostān är huvudsakligen kuperad, men österut är den bergig. Runt Zarjeh Bostān är det ganska tätbefolkat, med 108 invånare per kvadratkilometer. Närmaste större samhälle är Bīdestān, 19,1 km väster om Zarjeh Bostān. Trakten runt Zarjeh Bostān består i huvudsak av gräsmarker.